# Universität Bordeaux I
Die Universität Bordeaux I (französisch: Université de Bordeaux I) war eine Universität in der Bordeaux Métropole. Sie ging am 1. Januar 2014 durch die Fusion mit der Universität Victor Segalen Bordeaux II sowie der Universität Montesquieu Bordeaux IV in die wieder gegründete Universität Bordeaux auf.

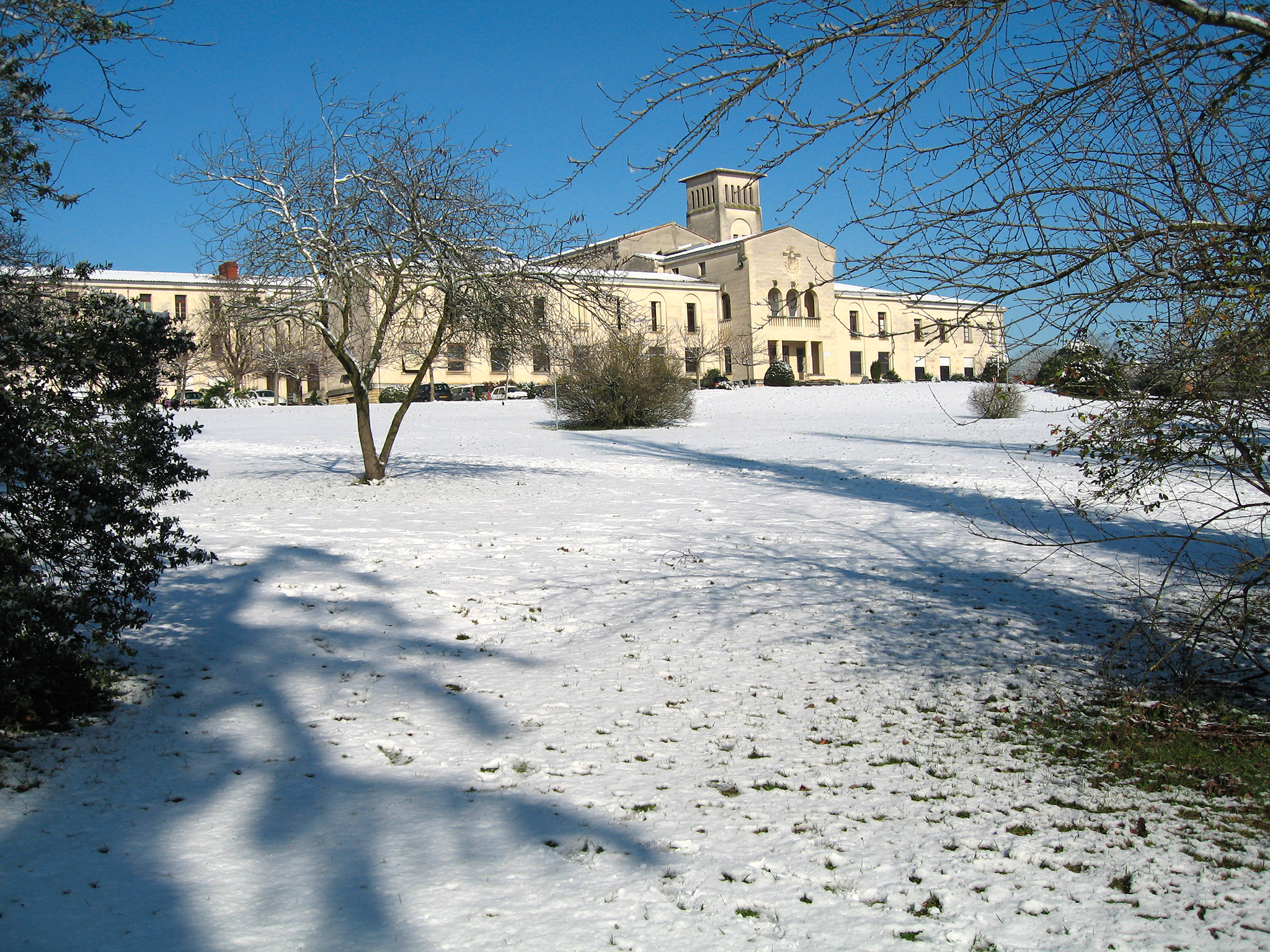
Universität Bordeaux I, Haut Carré, Talence
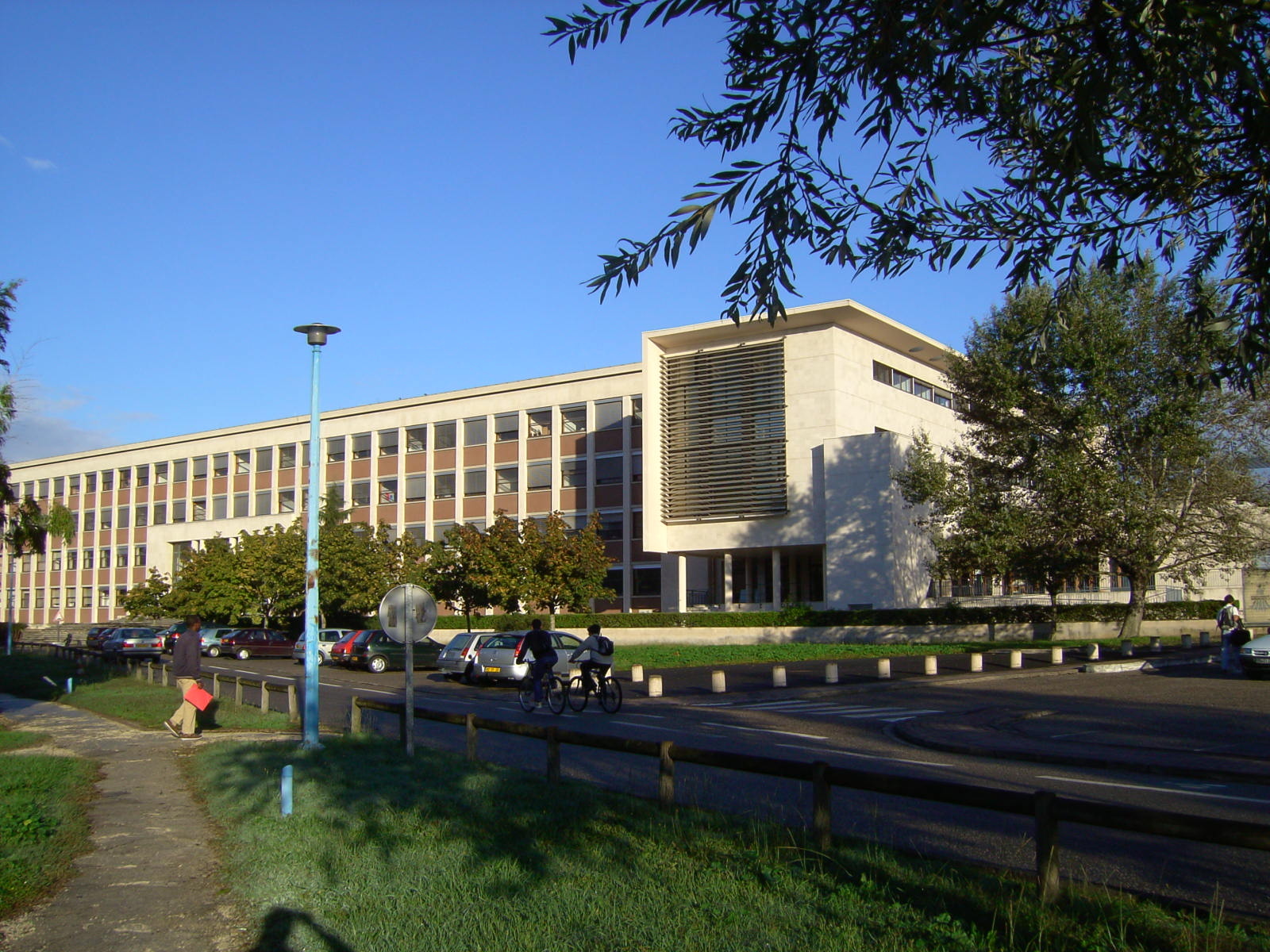
Ein Teil des Gebäudes A33 der Universität Bordeaux 1 (Fachrichtung Mathematik und Informatik)